# Козловский сельсовет (Шаховской район)
Козловский сельсовет — упразднённая административно-территориальная единица, существовавшая на территории Московской губернии и Московской области до 1939 года.
Козловский сельсовет возник в первые годы советской власти. По данным 1921 года он находился в составе Бухоловской волости Волоколамского уезда Московской губернии.
По данным 1926 года в состав сельсовета входили 4 населённых пункта — Козлово, Кобылья Грязь, Красная Гора, Неданово, а также агропункт, сельхозкоммуна и кирпичный завод.
В 1929 году Козловский с/с был отнесён к Волоколамскому району Московского округа Московской области. При этом к нему был присоединён Лукьяновский с/с.
20 мая 1930 года Козловский с/с был передан в Шаховской район. На тот момент в состав сельсовета входили селения Козлово, Кобылино, Красная Гора, Лукьяново, Неданово и Татаринки.
23 июня 1939 года селение Неданово было передано из Козловского с/с в Больше-Сытьковский.
17 июля 1939 года Козловский с/с был упразднён. При этом селения Козлово, Красная Гора и Татаринки были переданы в Больше-Сытьковский с/с, а Кобылино и Лукьяново — в Бухоловский с/с.